# Attacker

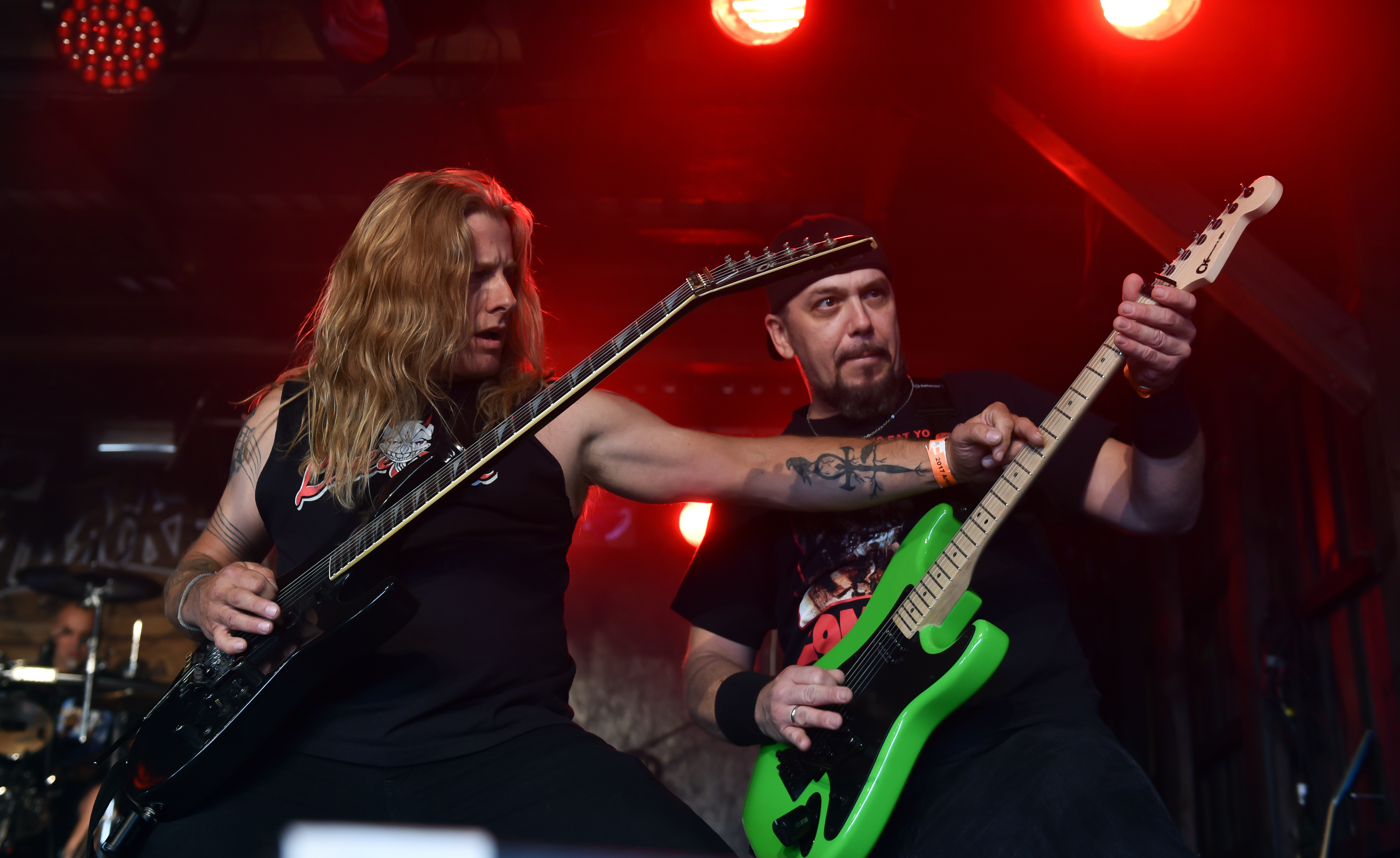

Attacker is een Amerikaanse speedmetalband.

## Artiesten
- Bobby "Leatherlungs" Lucas - vocalist
- John Hasselbrink - gitarist
- Mike Benetatos - gitarist
- Brian Smith - bassist
- Mike Sabatini - drummer

## Vroegere leden
- John Leone - vocalist
- Bob Mitchell - vocalist
- Jim Mooney - gitarist
- Tom D'Amico - gitarist
- Lou Ciarlo - bassist
- John Hanneman - bassist
- Pat Marinnelli - gitarist

## Discografie
- 1985 - Battle At Helms Deep (Metal Blade)
- 1988 - Second Coming (Mercenary)
- 2004 - Soul Taker (Iron Glory)
- 2006 - The Unknown (Sentinel Steel)
- 2013 - Giants Of Canaan (Metal Blade)